# Coniopteryx ralumensis
Coniopteryx ralumensis is een insect uit de familie van de dwerggaasvliegen (Coniopterygidae), die tot de orde netvleugeligen (Neuroptera) behoort. 
De wetenschappelijke naam Coniopteryx ralumensis is voor het eerst geldig gepubliceerd door Enderlein in 1906.